# Baščaršija
Baščaršija (en cirílico serbio: Башчаршија) es el viejo bazar de Sarajevo y centro histórico y cultural de la capital de Bosnia y Herzegovina, construido bajo el dominio otomano. Está situado en la orilla norte del río Miljacka, en el municipio de Stari Grad.
En el área de Baščaršija hay edificios históricos importantes como la Mezquita de Gazi Husrev-Beg, la Torre del Reloj (en bosnio: sahat-kula), La Mezquita del Emperador, los baños turcos de Isa-bey, el ayuntamiento Vijećnica, el bezistan (bazar cubierto) Gazi Husrev Bey y la fuente pública Sebilj.
La zona es un atractivo para los turistas, que identifican la plaza central como "plaza de las palomas" debido a la gran cantidad de aves que allí se reúnen.

## Toponimia
La palabra Baščaršija deriva de la lengua turca y significa "mercado principal". Baş se traduce del turco literalmente como «cabeza», pero en algunos contextos también quiere decir «principal» o «capital», en tanto que çarşı significa «bazar» o «mercado».

## Historia
Durante la Edad Media, antes de la llegada del Imperio Otomano, se instaló en la zona un asentamiento (llamado Tornik) con un pequeño mercado, precursor de Baščaršija.
Baščaršija fue construido alrededor de 1460 en la margen derecha del Miljacka, cuando el noble musulmán Isa-Beg Isaković fundó la ciudad. La mayor parte de los habitantes de Sarajevo vivía alrededor de la Mezquita del Emperador, por lo que Isa-Beg mandó a construir un puente sobre el río Miljacka para conectar el asentamiento con el nuevo mercado.
El mercado alcanzó su época dorada en la segunda mitad del siglo XVI, cuando llegó a haber unas 12.000 tiendas dedicadas a 80 oficios diferentes, organizados por sectores. También fue el mayor núcleo económico de los Balcanes, con mercaderes que llegaban desde remotos lugares como Florencia, Venecia y Dubrovnik.
En 1640 la zona se vio dañada por un terremoto, así como los incendios de 1644 y 1656, pero la mayor destrucción ocurrió cuando Eugenio de Saboya conquistó Sarajevo y ordenó saquear e incendiar la ciudad en 1697, lo que redujo a Baščaršija a la mitad del tamaño que tuvo alguna vez.
El gran mercado fue reconstruido en 1857 aunque bastante más reducido, con uno de sus límites al comienzo de la calle Ferhadija, que señala el punto donde "se encuentran" Oriente y Occidente, en referencia al "encuentro de culturas" (el estilo otomano hacia el este y la estética austrohúngara hacia el oeste) demarcado con una señalización en el suelo.
En la actualidad, Baščaršija es uno de los lugares más visitados por el turismo, atraído por la combinación de artesanatos, tiendas de recuerdos y una gran variedad de locales gastronómicos de comida turca, cafeterías y bares.